# Skylark (satellite)
Pour les articles homonymes, voir Skylark.
Skylark est une constellation de satellites destinée à la surveillance des débris spatiaux (veille spatiale) qui est en cours de développement pour le compte de la société canadienne NorthStar Ciel et Terre. Courant 2020, celle-ci prévoit de lancer 12 microsatellites équipés d'une caméra et circulant sur plusieurs plans orbitaux. Les données recueillies seront analysées, mises en forme et contextualisées par NorthStar et les informations produites seront commercialisées auprès d'utilisateurs des secteurs public et privé. Ces données seront utilisées pour éviter ou limiter le risque de collision entre les satellites et les débris ou entre satellites. Les trois premiers satellites doivent être déployés en 2022 et le reste de la constellation au cours des trois années suivantes.

## Contexte
La société NorthStar est une start-up implantée à Montréal qui travaille depuis plusieurs années sur un projet de cartographie des débris spatiaux à l'aide de caméras installées à bord de satellites. Le sujet prend une importance particulière avec les projets de mégaconstellations en cours de développement (Kuiper) et de déploiement (Starlink, OneWeb). Ceux-ci entraineront le lancement de plus de 50 000 satellites au cours de la décennie 2020 alors que seulement 10 000 ont été mis en orbite depuis le début de l'ère spatiale. NorthStar travaillait initialement sur une constellation effectuant à la fois une surveillance des débris spatiaux et la fourniture de données terrestres produits par des capteurs hyperspectraux et infrarouges. Ce deuxième objectif a été écarté du projet définitif.      
La veille spatiale est une prestation déjà commercialisée auprès des opérateurs de satellites par des sociétés comme ExoAnalytics ou LeoLabs qui exploitent des observations effectuées par des observatoires terrestres. Selon son dirigeant, NorthStar se différencie par l'utilisation de satellites qui permettent un taux de revisite élevé, une couverture complète du ciel et une forte réactivité aux évènements sans être handicapé par l'atmosphère et la météorologie.

## Caractéristiques techniques
Les satellites Skylark doivent être construits par Thales Alenia Space. La charge utile est fournie par Thales tandis que la plateforme (LEO-100) et l'assemblage du satellite est réalisé par LeoStella, un constructeur de petits satellites coentreprise de Thales et de BlackSky implantée à Tukwila près de Seattle (États-Unis). Les satellites circuleront sur une orbite polaire à 575 kilomètres d'altitude. Ils emporteront une caméra qui observera les orbites entre l'orbite basse et l'orbite géostationnaire.

## Déploiement
Les quatre premiers satellites sont injectés en orbite circulaire le 31 janvier 2024 depuis la péninsule de Māhia (Nouvelle-Zélande) par le 43e vol de la fusée Electron de Rocket Lab pour le compte de Spire Global (en), leur constructeur et exploitant pour NorthStar Ciel et Terre.